# Notidobia
Notidobia is een geslacht van schietmotten uit de familie van de Sericostomatidae. Het geslacht werd voor het eerst wetenschappelijk beschreven door Stephens in 1829.

## Soorten
Het genus bevat de volgende soorten:

- Notidobia bizensis Malicky & Sipahiler, 1993
- Notidobia ciliaris (Linnaeus, 1761)
- Notidobia demelti H. Malicky, 1974
- Notidobia forsteri Malicky in Malicky & Kumanski, 1974
- Notidobia kumbetensis F. Sipahiler, 2008
- Notidobia melanoptera Stein, 1863
- Notidobia nekibe Klapalek, 1903
- Notidobia sagarrai (Navás, 1917)
- Notidobia salihli H. Malicky & F. Sipahiler, 1993